# Рамазан (фільм)
«Рамазан» — радянський художній фільм-драма 1933 року знятий на кіностудії «Узбекдержкіно» режисером Набі Ганієвим.

## Сюжет
Узбекистан початку 1930-х років. В одному з кишлаків противники радянської влади — бай, мула і ворог, що замаскувався, — голова колгоспу — вирішують використовувати мусульманське свято Рамазан для того, щоб зірвати роботу на бавовняних полях колгоспу, і деякі дехкани піддаються агітації мули — дотримуються поста і не можуть працювати на полі. Ревно виконує закони Рамазана і одноосібник Тимур — байський наймит. Тимур — чесна і релігійна людина, працьовитий робітник, що господарює й для себе, він встигає працювати і в мечеті, і на бая, мріє здійснити паломництво в Мекку. Бай позичає Тимуру порівняно велику суму грошей на паломництво, але хтось викрадає ці гроші. У цей час для ремонту греблі колгоспники споруджують канатну дорогу, але чиясь рука обрізає канат і голова партійного осередку ледь не гине. Тимур, який без роздумів кинувся на порятунок та був звинувачений мулою у тому, що купався під час посту, розуміє, що раз мулла його бачив, то й канат перерізав він. Тимур дізнається, що гроші вкрав сам бай — щоб налаштувати його проти колгоспників. І коли наймит, дотримуючись поста, як й інші віруючі декхани, застає зненацька своїх господарів днем за бенкетом, він пориває зі своїми лицемірними «благодійниками» і вступає в колгосп.

## У ролях
- Ергаш Хамраєв — Тимур
- Юніс Наріманов — Розик-Ока
- Р. Ахмедов — Наджим
- Я. Азімов — бай
- З. Кабілова — епізод
- М. Раджапов — епізод

## Знімальна група
- Режисер — Набі Ганієв
- Сценарист — Набі Ганієв
- Оператор — В. Ногін-Гірей
- Художники — І. Саянін, С. Федорченко